# Taraxacum brachyglossum
Taraxacum brachyglossum, vrsta maslačka raširenog po velikim dijelovima Europe, uključujući Hrvatsku. Vrsta je opisana 1905, a pripada sekciji Erythrosperma.